# Lee Jung-hyun
Lee Jung-hyun (nascida em 7 de fevereiro de 1980), também conhecida por seu nome artístico AVA, é uma cantora e atriz pop sul-coreana. Ela foi reconhecida pela primeira vez como atriz, aos 16 anos, em seu primeiro filme, onde ganhou diversos prêmios. Ela é amplamente conhecida como "A Rainha do Techno" por introduzir o gênero de música Techno na Coreia e em toda a Ásia. Leen também é conhecida como "A Rainha da Transformação" devido ao seu novo visual único para cada música. Na Coréia do Sul, ela foi eleita "A Rainha da Performance" com sua presença de palco colorida e carismática. Lee é um dos artistas mais proeminentes da Coreia do Sul, que é amplamente popular na China. 

## Discografia

### Discografia Coreana
- Álbuns de estúdio

Let's To Go My Star (1999)
Lee Jung Hyun II (2000)
Magic to Go to My Star (2001)
I Love Natural (2002)
Passion (2004)
Fantastic Girl (2006)
Lee Jung Hyun 007th (2010)
- Extended plays

Avaholic (2009)
- Álbum especial

Summer Party (2003)
- Singles

"A Petal" (A Petal OST, 1996)
"Heaven" (Beautiful Days OST, 2001)
"Senorita" (Infinite Challenge: Olympic Duet Song Festival Mini Album, 2009)
"How Can I Hold Back Tears" (Iris OST, 2009)
"V" (2013)

### Discografia Japonesa
- Álbuns de estúdio

This is Hyony (2006)
- Extended plays

Wa-come on- (2005)
- Singles

Heaven/ワ-come on- (2004)
Passion～情熱～/ Heavy world (2005)

### Discografia Chinesa
- Álbum de estúdio

Love Me千面女孩 (2008)